# Tití de cap de cotó
El tití de cap de cotó (Saguinus oedipus) és una espècie de mico de la família dels cal·litríquids que viu al nord de Colòmbia.